# Yahya ibn Mahmud al-Wasiti

En illustration av Maqam of al-Hariri

Yahya ibn Mahmud al-Wasiti (arabiska: يحيى بن محمود الواسطي) var en arabisk islamisk konstnär på 1200-talet. Han föddes i Wasit, östra Irak. Al-Wasiti var känd för sina illustrationer av Maqam of al-Hariri.